# Pezoporus
Pezoporus (grondpapegaaien) is een geslacht van vogels uit de familie Australische Psittaculidae (papegaaien van de Oude Wereld). 

## Kenmerken
Alle drie soorten hebben een groen en geel gekleurd verenkleed met een dicht patroon van donkere strepen. 

## Leefwijze
Het zijn papegaaien die laag bij de grond een verborgen leven leiden en geheel of gedeeltelijk 's nachts actief zijn. 

## Verspreiding en leefgebied
De grondpapegaai komt voor in gebieden aan de kust in het zuiden van Australië, terwijl de nachtpapegaai vooral in het droge midden van Australië voorkomt.  

## Soorten
Er zijn twee soorten:
- Pezoporus occidentalis – Nachtpapegaai
- Pezoporus wallicus – Grondpapegaai